# فيتور ألميدا
فيتور ألميدا (بالبرتغالية: Vítor Almeida‏) هو منافس ألعاب قوى برتغالي، ولد في 6 مارس 1970.

## وصلات خارجية
- فيتور ألميدا على موقع الاتحاد الدولي لألعاب القوى (الإنجليزية)
- فيتور ألميدا على موقع الاتحاد الأوروبي لألعاب القوى (الإنجليزية)
- فيتور ألميدا على موقع أوليمبيديا (الإنجليزية)